# Renocera praetextata
Renocera praetextata är en tvåvingeart som beskrevs av Müller 1924. Renocera praetextata ingår i släktet Renocera och familjen kärrflugor.
Artens utbredningsområde är Frankrike. Inga underarter finns listade i Catalogue of Life.